# Ligidium werneri
Ligidium werneri är en kräftdjursart som beskrevs av Hans Strouhal1937. Ligidium werneri ingår i släktet Ligidium och familjen gisselgråsuggor. Inga underarter finns listade i Catalogue of Life.